# Lista (metrostation)
Lista is een metrostation in het stadsdeel Salamanca van de Spaanse hoofdstad Madrid. Het station werd geopend op 17 september 1932 en wordt bediend door lijn 4 van de metro van Madrid.